# Muerte y otros detalles
La muerte y esas cosas (Death and Other Details) es una serie de televisión estadounidense de drama y misterio en Hulu, creada por Mike Weiss y Heidi Cole McAdams, protagonizada por Mandy Patinkin. La serie se estrenó el 16 de enero de 2024.

## Premisa
Rufus Coteworth se encuentra en un crucero de lujo cuando se produce un asesinato en una habitación cerrada.

## Elenco

### Principal
- Violett Beane como Imogene Scott, una joven con un don de la observación que desea descubrir al asesino de su madre hace 18 años.
- Lauren Patten como Anna Collier, adinerada mejor amiga de Imogene y heredera aparente de la Collier Mills Company.
- Rahul Kohli como Sunil Bhandari, el propietario del crucero SS Varuna
- Angela Zhou como Teddy Goh, la jefa de tripulación del SS Varuna.
- Hugo Diego García como Jules, el jefe de seguridad del SS Varuna.
- Linda Emond como Agente Hilde Eriksen, una agente de la Interpol con mentalidad empresarial.
- Mandy Patinkin como Rufus Coteworth, un detective que solía ser "el mejor detective del mundo".
- Pardis Saremi como Leila, paranoica esposa de Anna que es una ex periodista de clickbait que sufre las secuelas de un traumático accidente automovilístico.

### Secundario
- David Marshall Grant como Lawrence Collier, el padre de Anna y el CEO de Collier Mills que se está preparando para jubilarse, pero aún no ha declarado a su sucesor.
- Jere Burns como Llewellyn Mathers, el abogado de los Colliers.
- Michael Gladis como Keith Trubitsky, un odioso hombre de negocios que es cortejado por Trip. Más tarde se reveló que era Danny Turner, el asistente y mejor amigo de Rufus.
- Jack Cutmore-Scott como Tripp Collier, hermano de Anna.
- Tamberla Perry como Alexandra Hochenberg, la gobernadora de Washington, estrecha colaboradora de la familia Collier.
- Annie Q. Riegel como Winnie Goh, miembro de la tripulación del SS Varuna y hermana menor de Teddy.
- Danny Johnson como el padre Toby Briggs, un amigo cercano de Lawrence y Katherine y un poderoso actor político detrás de escena.
- Sincere Wilbert como That Derek, el hijo de 14 años de Toby, un influencer de TikTok
- Karoline como Eleanor Chun, una heredera de un imperio de la moda y la antigua aventura de Anna en la escuela de negocios.
- Sophia Reid-Gantzert como la joven Imogene
- Jayne Atkinson como Katherine Collier, la esposa de Lawrence.
- Lisa Lu como Celia Chun, la abuela de Eleanor y una multimillonaria fabricante de ropa en conversaciones con los Colliers para comprar una participación significativa de Collier Mills.
- Christian Svensson como Andreas Windeler.
- Sophia Reid-Gantzert como Imogene Scott (niña)

### Estrella invitada
- Sofia Rosinsky como Yeva.

## Producción

### Desarrollo
La serie fue ordenada por Hulu en marzo de 2022, luego llamada Career Opportunities in Murder and Mayhem, con Mandy Patinkin en el papel principal. Fue escrito y producido por Mike Weiss y Heidi Cole McAdams, ambos actúan también como co-showrunners. Marc Webb dirigió el piloto y fue productor ejecutivo a través de Black Lamb.
Weiss y McAdams, creadores de la serie de diez episodios, se describen a sí mismos como grandes admiradores de la obra de Agatha Christie y "querían capturar la atmósfera de esas obras y arrastrar su estilo a nuestro mundo contemporáneo". El personaje de Mandy Patinkin está inspirado en famosos detectives de ficción, incluidos Hercule Poirot, Sam Spade, Sherlock Holmes y Philip Marlowe . Entre el personal de producción se encuentran el diseñador de producción James Philpott y la diseñadora de vestuario Mandi Line.

### Casting
Cuando se retomó la serie en marzo de 2022, se informó que Patinkin protagonizaría junto a Violett Beane, Lauren Patten, Hugo Diego García, Angela Zhou, Pardis Saremi y Rahul Kohli . En agosto de 2022, Annie Q. Riegel se incorporó al elenco en un papel recurrente. En septiembre de 2022, Linda Emond, Jayne Atkinson y David Marshall Grant se agregaron al elenco. En noviembre de 2022, Christian Svensson se unió al elenco.

## Emisión
Muerte y otros detalles se estrenó en Hulu el 16 de enero de 2024.

## Recepción
El sitio web de recopilación de reseñas Rotten Tomatoes informó un índice de aprobación del 55% con una calificación promedio de 6,2/10, según 31 reseñas de críticos. El consenso de los críticos del sitio web dice: " Muerte y otros detalles tiene muchas ideas para darle vida a la clásica novela policíaca, pero su defecto fatal demuestra ser una falta de cohesión en el panorama general".  Metacritic, que utiliza un promedio ponderado, asignó una puntuación de 60 sobre 100 basándose en 19 críticas, lo que indica "críticas mixtas o promedio". 